# Franz von Stengel (Jurist)

Der badische Innenminister Franz von Stengel

Franz Freiherr von Stengel (* 5. Oktober 1803 in Bruchsal; † 22. September 1870 in Karlsruhe) war ein badischer Jurist und Politiker.

## Herkunft und Werdegang
Stengel entstammte einer Beamtenfamilie aus der Kurpfalz, die ursprünglich aus dem Fürstentum Hohenzollern-Hechingen kam. Die Herren von Stengel stiegen im 18. Jahrhundert in den Briefadel auf. Stengels Großvater Johann Georg von Stengel erhielt 1788 den erblichen Titel eines Freiherrn. Stengels Vater Ernst Joseph Freiherr von Stengel war der 1769 geborene jüngere Bruder Stephan von Stengels und bis 1836 Kanzler des großherzoglich-badischen Oberhofgerichts in Mannheim. Stengel gehörte der römisch-katholischen Kirche an und war verheiratet.
Nach dem Jurastudium und bestandener Staatsprüfung trat Stengel im Jahre 1826 in den badischen Staatsdienst. Als Rechtspraktikant erhielt er eine mehrjährige praktische Ausbildung bei verschiedenen Bezirksämtern und kam 1832 als Sekretär zum Ministerium des Innern nach Karlsruhe. Dort konnte er auf Grund seiner Tüchtigkeit, die auch dem Minister Ludwig Georg von Winter auffiel, rasch Karriere machen. 1835 wurde er zum Assessor,  1837 zum Rat und 1846 zum Geheimen Referendär ernannt. Im Revolutionsjahr 1848 trat er als Staatsrat an die Spitze des Justizministeriums im neu gebildeten Märzkabinett Hoffmann, welches bis Juni 1849 bestand. Von 1848 bis 1856 war Stengel Mitglied der Ersten Kammer der Badischen Ständeversammlung und vertrat hierbei von 1848 bis 1849 die Universität Heidelberg. Von 1850 bis 1856 war er vom Großherzog ernanntes Mitglied der Kammer.

## Badischer Staatsminister
Im Jahre 1856 ernannte ihn Großherzog Friedrich I. mit dem Charakter eines Geheimen Rats 1. Klasse zum Leiter der beiden Ministerien des Inneren und der Justiz. Obwohl es einen badischen Ministerpräsidenten in jenen Jahren offiziell nicht gab, kann Stengel zusammen mit dem Außenminister Wilhelm Rivalier von Meysenbug als führender Kopf des Kabinetts Stengel-Meysenbug angesehen werden. In den vier Jahren seiner Amtszeit an der Spitze des Innen- und Justizministeriums brachte Stengel eine ganze Reihe von Gesetzen und landesherrlichen Verordnungen auf den Weg. Dazu gehörten zum Beispiel Änderungen im Strafgesetzbuch, in der Gerichtsbarkeit der Bürgermeister in bürgerlichen Rechtsfragen, in der Trennung der Rechtspflege von der Verwaltung in unter Instanz, in der Verfassung und Verwaltung der Gemeinden, im Schul- und Hochschulwesen sowie im Eigentum des neu gewonnenen Landes im Zuge der Rheinbegradigung entlang der französischen Grenze. Besonders hervorzuheben ist der am 28. Juni 1859 paraphierte Vertrag zwischen dem Großherzogtum Baden und der römisch-katholischen Kirche, der dem Erzbistum Freiburg erhebliche Freiheiten bei der Besetzung von Stellen, der Ausbildung von Theologen und der Vermögensverwaltung einräumte. Gegen diese Verstärkung der Autonomie der Kirche regte sich Widerstand bei den Liberalen. Nachdem sich im September 1859 nach den Erneuerungswahlen eine liberale Mehrheit im Landtag eingestellt hatte, beschloss die Zweite Kammer im März 1860 mit 46 gegen 15 Stimmen die Ablehnung dieser Kirchenkonvention. Nach dieser Abstimmungsniederlage bildete der Großherzog Anfang April 1860 das liberale Kabinett Stabel und entließ Stengel sowie Meysenbug in den Ruhestand.

## Weitere Tätigkeiten
Im Jahre 1861 übernahm Stengel die Präsidentschaft der großherzoglich-badischen Oberrechnungskammer und die Direktion im Verwaltungsrat der allgemeinen Versorgungsanstalt.